# Fons (Name)
Fons ist als Kurzform von Alfons ein selbstständiger niederländischer männlicher Vorname.

## Namensträger

### Gottheit
- Fons, römischer Gott der Quellen, Brunnen und fließenden Gewässer

### Vorname
- Fons Bastijns (1947–2008), belgischer Fußballspieler
- Fons Brijdenbach (1954–2009), belgischer Leichtathlet
- Fons Matthias Hickmann (* 1966), deutscher Grafikdesigner und Typograf
- Fons van Katwijk (* 1951), niederländischer Radsportler
- Fons Merkies (* 1966), niederländischer Komponist
- Fons Rademakers (1920–2007), niederländischer Filmregisseur und Schauspieler
- Fons Trompenaars (* 1952), niederländischer Manager für interkulturelle Kommunikation
- Fons van Wissen (1933–2015), niederländischer Fußballspieler

### Familienname
- Jorge Fons (1939–2022), mexikanischer Filmregisseur
- Renaud Garcia-Fons (* 1962), französischer Bassspieler